# Tartouillat
Le tartouillat est un dessert rustique attesté en Bourgogne.

## Description
Il s’agit d’une sorte de pâte à beignets épaisse (farine, eau, sel, lait ou crème) bien chargée de fruits en morceaux (pomme, pomme verte, cerise), plus ou moins sucrée et avec parfois un peu d'eau-de-vie. Il faut que le fruit domine sur la pâte. On cuit cette pâte au four sur soit un papier beurré, soit une feuille de vigne soit dans une feuille de choux. C'est donc une recette classable dans les beignets ou les clafoutis.
Cette recette dans ses variantes apparaît dans la presse parisienne ou dans des revues régionales, à partir de 1885 et jusqu'en 1930. 
Le tartouillat est attesté dans le Bazois (centre de la Nièvre) dès le milieu du XIXe siècle (témoignage de l'érudit Edmond Duminy), mais il serait originaire du Clunisois et aussi connu dans la Bresse mais pas dans le Maconnais, qui est plus urbain.
Le support de ce dessert (papier, feuille de vigne ou de choux) signe son origine rurale. Enfin, le mot n'apparaît pas dans les dictionnaires anciens . Il fait partie du vocabulaire populaire et non de celui des lettrés.